# Nuithons

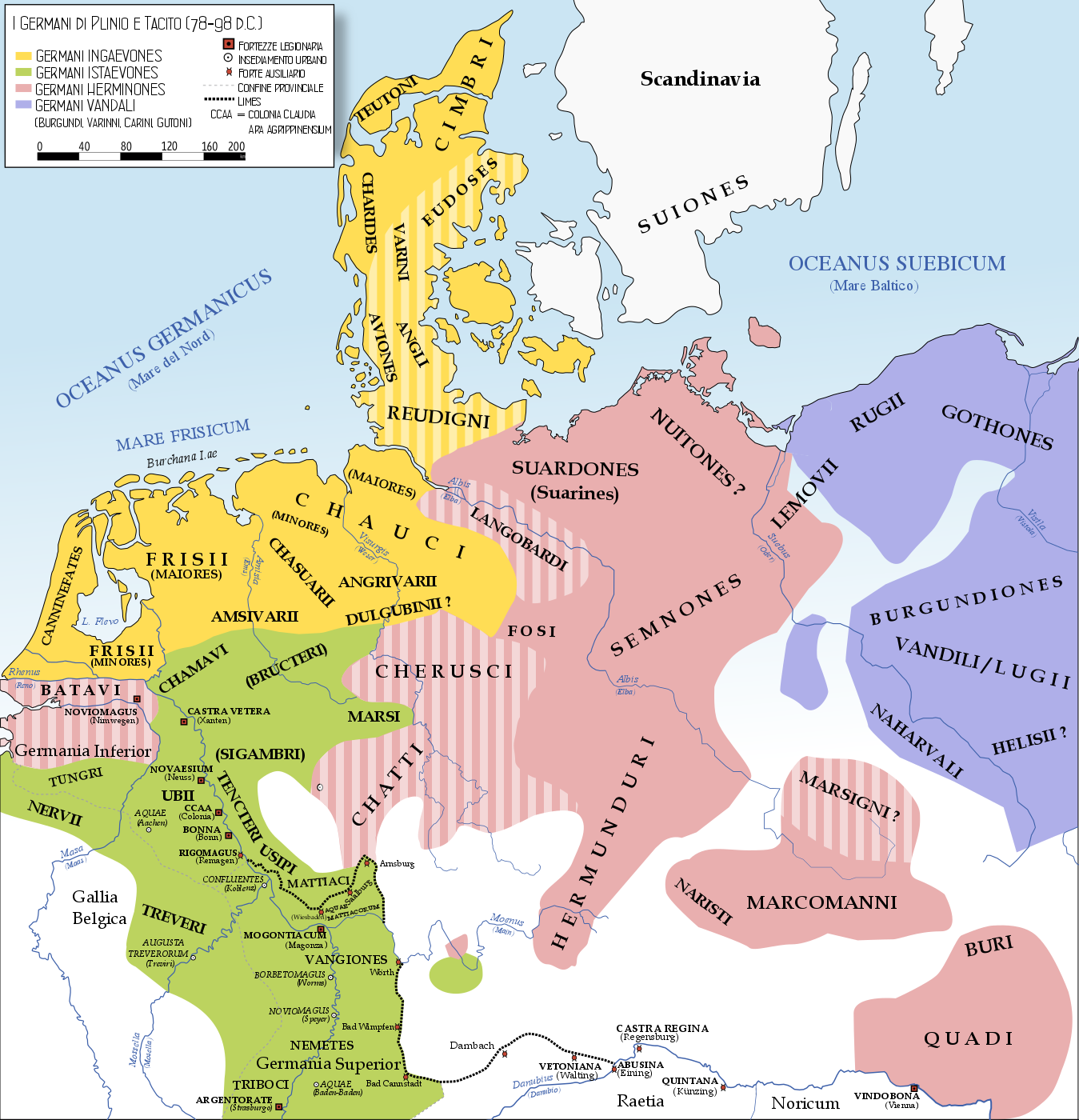
L'Allemagne et ses divisions internes selon les historiens antiques Pline et Tacite.

Les Nuithons (en latin : Nuithones ; en allemand : Nuitonen) étaient un ancien peuple germanique cité à la fin du Ier siècle par l'historien romain Tacite. Ils vouaient un culte à Nerthus, déesse de la fertilité.
Selon Fustel de Coulanges, les Nuithons constituaient l'une des tribus des Suèves. Pour Gudmund Schütte, Nuithones pourrait être une corruption du nom Euthiones, un peuple germanique proche des Jutes qui sera soumis au VIe siècle par le roi des Francs Chilpéric Ier.
Ils ont vraisemblablement donné leur nom à la Nuithonie, une région de l'ouest de la Suisse.

## Sources anciennes
- Tacite, La Germanie